# Птицемлечник дваждыизогнутый
Птицемлечник дваждыизогнутый (лат. Ornithogalum sigmoideum) — вид травянистых растений рода Птицемлечник (Ornithogalum) семейства Спаржевые (Asparagaceae), произрастающий на альпийских лугах Европы и Западной Азии.

## Ботаническое описание
Многолетнее травянистое растение. Луковица небольшая, яйцевидно-шаровидная, 2 см длиной, с бурой оболочкой. Стебли тонкие, невысокие. Листья линейные или лопатчато-линейные, широко-желобчатые, снизу с белой продольной полоской, сверху с клобучком, вдвое и более превышающие стебли, 3—6 мм шириной.
Цветоножки при плодах сильно дважды дуговидно-изогнутые (в виде буквы S), при основании наверху очень сильно булавовидно-утолщенные. Листочки околоцветника около 2 см длиной, продолговатые, тупые, снизу с зелёной полоской посередине. Коробочка эллипсоидальная, 8—9 мм длиной и сверху с крылатыми рёбрами. Цветение в июне.